# Platensina katangana
Platensina katangana är en tvåvingeart som beskrevs av Munro 1937. Platensina katangana ingår i släktet Platensina och familjen borrflugor. Inga underarter finns listade i Catalogue of Life.